# Smith & Wesson
Smith & Wesson — американська компанія-виробник вогнепальної зброї (зокрема револьверів). Компанія розташована в Спрингфілді, штат Массачусетс. 1856 року компанію заснували Гораціо Сміт і Даніел Вессон.

## Історія

### Започаткування компанії
Гораціо Сміт і Даніель Вессон придбали права на поліпшену версію гвинтівки Дженнінгса моделі 1848 року, яку вдосконалив Волтер Хант, і його безгільзові боєприпаси «Rocket Ball» у компанії Robbins & Lawrence of Windsor, яка виробляла їх в невеликій кількості. Гвинтівка Дженнінгса була комерційним провалом для Robbins & Lawrence of Windsor, тому вони припинили виробництво в 1852 році.
Гораціо Сміт розробив значно кращу гвинтівку на основі тої ж гвинтівки Дженнінгса, яку назвав Volcanic (англ. Volcanic rifle). Також Сміт і Вессон переманили до себе головного інженера та начальника виробничого цеху компанії Robbins & Lawrence of Windsor Бенджаміна Тайлера Генрі, який зіграє помітну роль в долі молодої компанії. 1855 року Сміт і Вессон почали шукати інвесторів для їхньої майбутньої компанії Volcanic Repeating Arms, яка мала займатись виробництвом гвинтівок важільної дії та пістолетів. Найбільшим акціонером компанії став власник виробництв одягу Олівер Вінчестер. Після цього Сміт покинув компанію і повернувся у свій рідний Спрингфілд, штат Массачусетс, а Вессон залишився на посаді директора заводу Volcanic Repeating Arms Company.

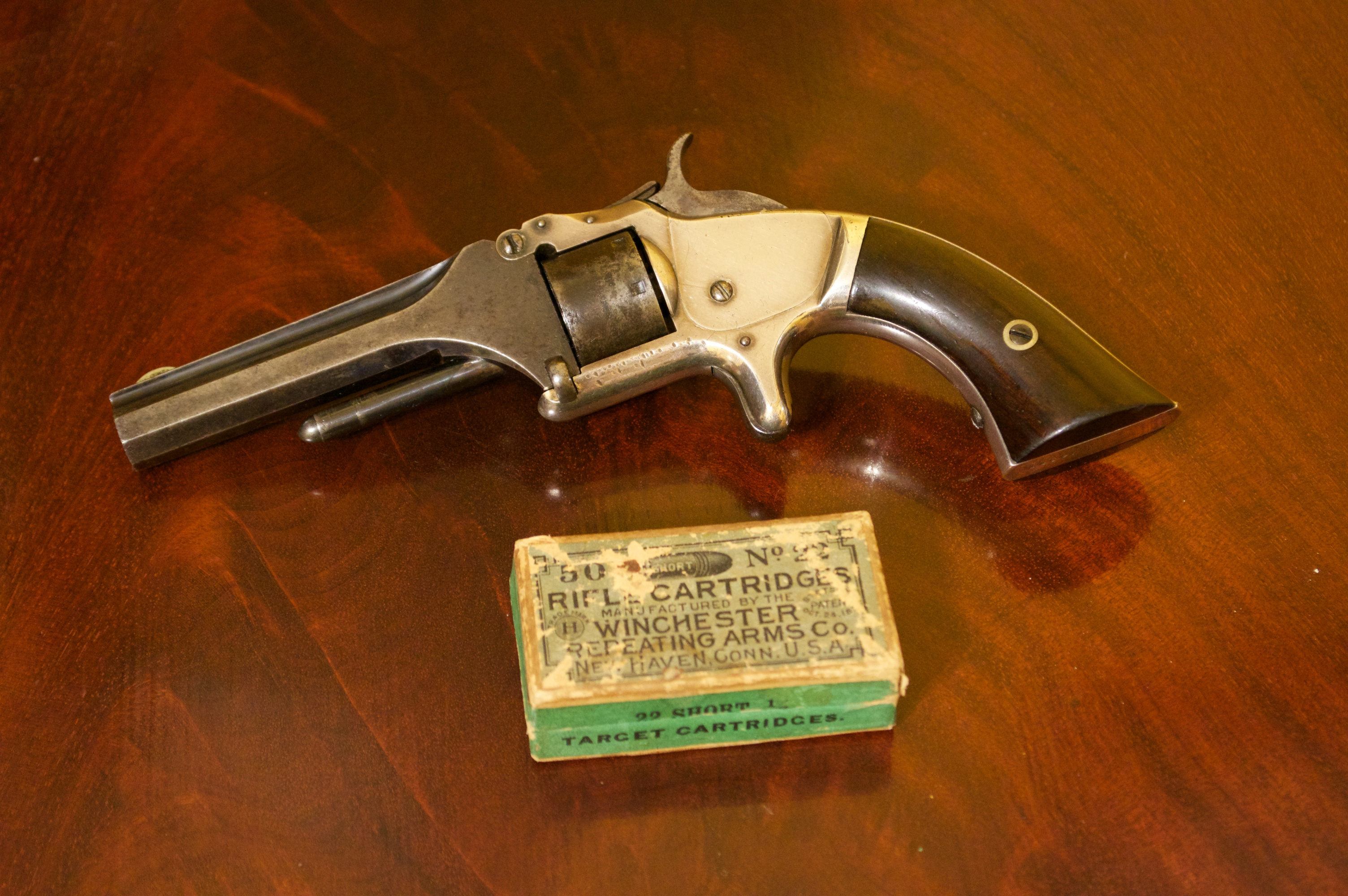
Smith & Wesson Model 1

У 1856 році виходив термін давності у патенту Семюеля Кольта, тому Вессон приступає до розробки револьверу своєї конструкції. Невдовзі він з'ясовує, що колишній співробітник компанії Colt Роллін Уайт є власником патенту на револьверну гільзу особливої конструкції, яка була потрібна Вессону для свого проєкту. Вессон знову об'єднався зі Смітом і разом вони вмовили Уайта розпочати спільне виробництво револьверів системи Вессона і патронів конструкції Уайта. Замість того, щоб зробити Уайта партнером у своїй компанії Сміт і Вессон заплатили йому по $0,25 за кожен револьвер, що вони зробили. Так вони убезпечили свою компанію від судових позовів, оскільки тепер захист патенту в будь-яких судових справах лягав на плечі Уайта, що врешті-решт і привело його до фінансового краху. Такий розвиток подій був дуже вигідний для молодої компанії Smith & Wesson Company.

#### Громадянська війна
Револьвери Smith & Wesson набули великого попиту за часів громадянської війни в США, оскільки обидві сторони, і Північ і Південь, закуповували револьвери цієї компанії. Замовлення для Smith & Wesson Модель 1 револьвера випереджав виробничі можливості заводу. 1860 року попит був настільки великий, що компанія Smith & Wesson переїхала в нове приміщення і почала експериментувати з новим дизайном патрона, який був би кращим ніж .22 Short, який використовувався до цього. Разом з тим інші компанії почали використовувати дизайн револьверів Smith & Wesson, чим викликали цілий ряд судових процесів, які, кінець кінцем, закінчились тим, що вони були змушені штампувати на своїх копіях «Вироблено для Smith & Wesson».
Через те, що патент на револьверний патрон належав Уайту, інші американські компанії не могли їх виробляти. Це призвело до сповільнення темпів розвитку озброєнь в США. Завдяки цьому компанія Smith & Wesson дедалі більше збагачувалась.
Попит на револьвери знизився в кінці громадянської війни, і Smith & Wesson були змушені перекваліфікуватись на інший тип револьверів, які можна було б використовувати прикордонникам на західному кордоні (проти індіанців і банд мексиканців). Так на світ у 1879 році з'явився револьвер з зовсім іншим дизайном — Smith & Wesson Модель 3.

### Сучасність

#### Угода з Клінтоном
17 березня 2000 року компанія Smith & Wesson уклала угоду з Президентом США Біллом Клінтоном, за якою компанія вносила зміни в план дистрибуції їхньої вогнепальної зброї в обмін на більші державні закупівлі. В угоді йдеться про те, що всі офіційні дилери та дистриб'ютори продукції Smith & Wesson повинні будуть дотримуватися «кодексу честі», щоб виключити можливість продажу вогнепальної зброї забороненим особам, та не допускати дітей до 18 років без батьків в магазини або секції, де продається зброя. Як і слід було очікувати, тисячі підприємств роздрібної торгівлі й десятки тисяч споживачів вогнепальної зброї бойкотували Smith & Wesson.

## Продукція

### Патрони
| - .22 Short - .32 S&W - .32 S&W Long - .35 S&W Auto - .356 TSW - .357 Magnum - .38 S&W - .38 Special - .40 S&W | - .41 Magnum - .44 Russian - .44 Special - .44 S&W American - .44 Magnum - .45 Schofield - .460 S&W Magnum - .500 S&W Special - .500 S&W Magnum |

## Відомі револьвери

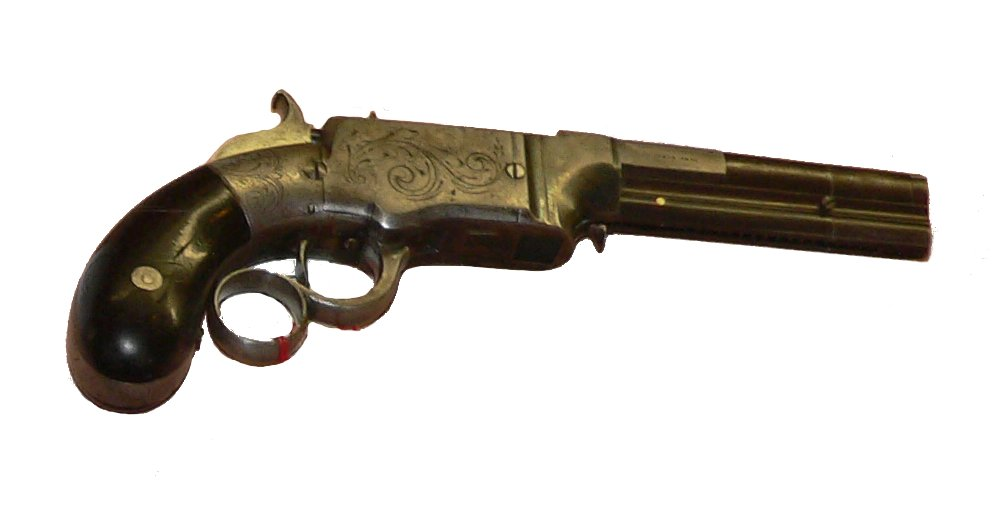
Smith & Wesson Volcanic, калібр .31, (1854—1855 роки)
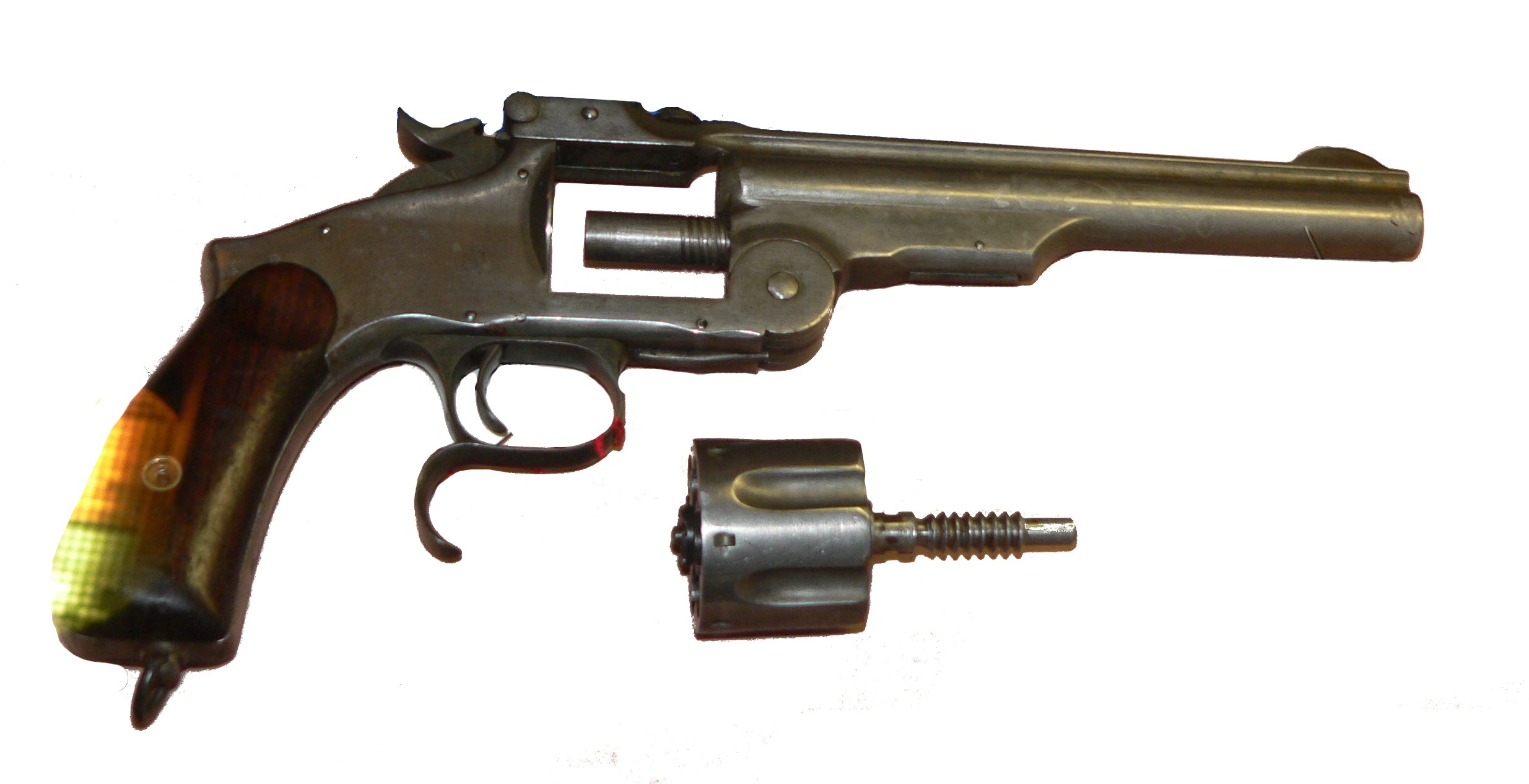
Smith & Wesson Модель 3, калібр .44, (1874—1878 роки)
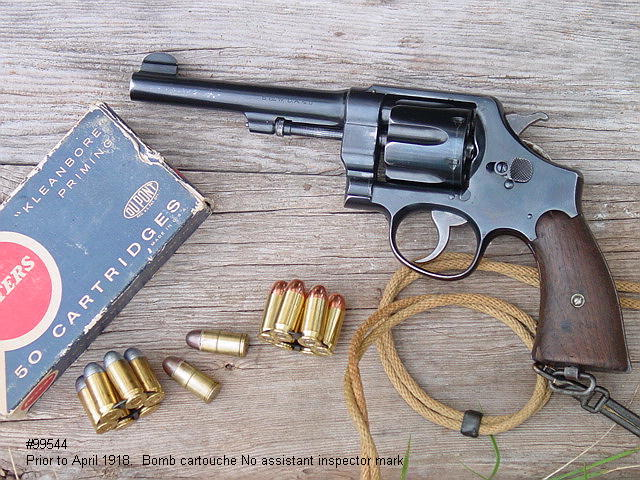
Smith & Wesson M1917 калібр .45
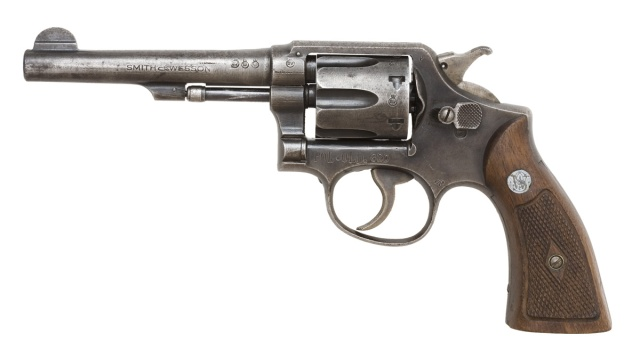
Smith & Wesson Модель 10 калібр .38